# 가스통 쥘리아
가스통 모리스 쥘리아(프랑스어: Gaston Maurice Julia IPA: [ɡastɔ̃ mɔʁis ʒylja], 1893년 2월 3일 ~ 1978년 3월 19일)는 프랑스의 수학자이다. 프랙털의 대표적인 예인 쥘리아 집합을 발견하였다.

## 생애
1893년 2월 3일에 당시 프랑스령 알제리의 시디벨아베스에서 태어났다. 그의 아버지 조제프 쥘리아(프랑스어: Joseph Julia)는 정비사였으며, 아버지의 가문은 피레네 근처 출신이었다. 어머니는 들로레스 들라방(프랑스어: Delorès Delavent)이었으며, 어머니의 가문은 스페인계였다. 쥘리아 가족은 190년에 프랑스령 알제리 오랑으로 이사하였으며, 쥘리아는 여기서 유년을 보냈다.
1910년에 파리의 고등학교에 전학하였으며, 1911년에 에콜 노르말 쉬페리외르에 입학하였다. 1914년에 제1차 세계 대전이 발발하여 프랑스군에 징집되었으며, 1915년 1월 25일에 코를 잃는 부상을 당했다. 이후 쥘리아는 평생 동안 코 부분을 가죽 마스크로 가리고 살았다.
이후 1917년에 파리 대학교에서 박사 학위를 수여받았다. 1918년에 쥘리아 집합에 대한 논문을 출판하였다. 같은 해에 전중 자신의 부상을 간호하였던 간호사인 마리안 쇼송(프랑스어: Marianne Chausson)과 결혼하였다. 쇼송은 유명한 작곡가 에르네스트 쇼송의 딸이다. 쥘리아는 6명의 아들을 두었으며, 그 가운데 마르크 쥘리아(프랑스어: Marc Julia, 1922~2010)는 훗날 유명한 유기화학자가 되었다.
1919년에 파리 대학교의 수학 교수가 되었다. 1934년에 프랑스 과학 아카데미의 회원으로 선출되었다. 1950년에 레지옹 도뇌르 훈장을 수여받았다.
1978년 3월 19일 파리에서 사망하였다.

## 저서
- Julia, Gaston (1927). 《Eléments de géométrie infinitésimale. Cours de la Faculté des sciences》 (프랑스어). Gauthier-Villars.
- Julia, Gaston (1928). 《Cours cinématique》 (프랑스어). Gauthier-Villars.
- Julia, Gaston (1928). 《Exercices d’analyse. Tome 1》 (프랑스어). Gauthier-Villars.
- Julia, Gaston (1933). 《Exercices d’analyse. Tome 2》 (프랑스어). Gauthier-Villars.
- Julia, Gaston (1933). 《Exercices d’analyse. Tome 3》 (프랑스어). Gauthier-Villars.
- Julia, Gaston (1938). 《Exercices d’analyse. Tome 4》 (프랑스어). Gauthier-Villars.
- Béghin, Henri; Julia, Gaston (1930). 《Exercices de mécanique》 (프랑스어). Gauthier-Villars.
- Julia, Gaston (1930). 《Principes géométriques d’analyse. Leçons faites à la Sorbonne. Tome 1》 (프랑스어).
- Julia, Gaston (1932). 《Principes géométriques d’analyse. Leçons faites à la Sorbonne. Tome 2》 (프랑스어).
- Julia, Gaston (1936). 《Introduction mathématique aux theories quantiques. Tome 1》 (프랑스어).
- Julia, Gaston (1938). 《Introduction mathématique aux theories quantiques. Tome 2》 (프랑스어).
- Julia, Gaston (1949). 《L’espace hilbertien》 (프랑스어). Gauthier-Villars.
- Julia, Gaston (1959). 《Eléments d’algèbre》 (프랑스어). Gauthier-Villars.

## 같이 보기
- 망델브로 집합

## 참고 문헌
- Audin, Michèle (2009). 《Fatou, Julia, Montel, le Grand prix des sciences mathématiques de 1918, et après…》 (프랑스어). Springer-Verlag. doi:10.1007/978-3-642-00446-9. ISBN 978-3-642-00445-2.
- Hervé, Michel (1981). “L’œuvre de Gaston Julia”. 《Cahiers du séminaire d’histoire des mathématiques》 (프랑스어) 2: 1–8. Zbl 0461.01007.